# Anexo Cárcel Capuchinos
El anexo cárcel Capuchinos fue un recinto penitenciario ubicado en Santiago, la capital de Chile, célebre por albergar a detenidos por violaciones a los derechos humanos y a convictos de altos ingresos, debido a su carácter de «prisión VIP».

## Historia
El antiguo edificio fue construido en 1860 por las Monjas Clarisas Capuchinas para albergar su convento. De ahí su nombre y el de la calle. Pero por su ubicación estratégica, a escasas cuadras de los tribunales de justicia y los Juzgados del Crimen, se transformó en un centro penitenciario, por orden del gobierno del presidente Juan Antonio Ríos quien, en 1946, ordenó su expropiación y decidió trasladar allí a los reos sin prontuario que no habían cometido delitos violentos, procesados principalmente por delitos de tipo económico.
El 11 de septiembre de 2005 un incendio calcinó el edificio. La intendenta de Santiago de ese entonces, Ximena Rincón junto al General Director de Carabineros, Alberto Cienfuegos, concurrieron al lugar para analizar la magnitud del siniestro. 12 compañías de bomberos debieron asistir al desastre. 26 internos —22 hombres y cuatro mujeres— debieron ser trasladados a dependencias de la dirección nacional de la institución. El fuego había comenzado en los dormitorios de los gendarmes en el segundo piso del costado nororiente de la prisión. No se registraron lesionados.

## «Prisión VIP»
Vastas críticas ha recibido el Estado de Chile por permitir una prisión tipo resort como Capuchinos, una prisión pagada, también denominada «cárcel VIP» o cinco estrellas, donde estuvieron recluidos, por ejemplo, los parlamentarios Clodomiro Almeyda, Erich Schnake, Juan Pablo Letelier y Alejandro Guillier.
En el penal los internos tenían garantías impensadas para un reo común. Los delincuentes que llegaban a capuchinos se encontraban con una casona estilo colonial con tres niveles. El primero, un salón donde se recibían las visitas a diario, con un teléfono público y quiosco donde comprar. Justo detrás, la cancha donde los internos se entretenían jugando baby fútbol. Al costado de uno de los arcos, un pequeño gimnasio. Al otro extremo, las oficinas del capellán y consejero de Gendarmería. Al otro extremo, justo al lado de las escaleras que daban a las cuatro celdas para mujeres, estaba la piscina. Ya en el segundo nivel, estaban las celdas dobles. Un pasillo estilo pensión costera dejaba ver diversas puertas que eran los dormitorios de los internos más pobres, es decir, de los que no alcanzan a pagar una habitación privada. Esos afortunados iban en el tercer piso. Los habitantes de Capuchinos contaban además con una sala de lectura, sala de juegos (pool) y de televisión, más un comedor y cocina comunes que debían limpiar por turnos de uno por vez.

## Población penal
| Recluso                     | Actividad                                                                 |
| --------------------------- | ------------------------------------------------------------------------- |
| Clodomiro Almeyda           | Exministro de Relaciones Exteriores                                       |
| José Luis Artiagoitía       | El cura «Jolo» del Caso Spiniak                                           |
| Manuel Bustos               | Exdiputado y expresidente de la Central Unitaria de Trabajadores de Chile |
| Miguel Calaf                | Controlador del Banco de Talca                                            |
| Juan Pablo Cárdenas Squella | Periodista                                                                |
| Carlos Cruz                 | Exministro de Obras Públicas                                              |
| Eduardo Cruz Johnson        | Expresentador de noticias de Televisión Nacional de Chile                 |
| Francisco Javier Cuadra     | Exministro del Interior                                                   |
| Alberto Danioni             | Controlador del Banco de Talca                                            |
| Peter Dragicevic            | Expresidente del club de fútbol Colo-Colo                                 |
| Agustín Edwards Eastman     | Propietario de El Mercurio                                                |
| Álvaro Erazo                | Exministro de Salud                                                       |
| Alberto Fouillioux          | Exfutbolista y comentarista de televisión                                 |
| Alberto Gamboa              | Periodista                                                                |
| Alejandro Guillier          | Periodista y exsenador                                                    |
| Jaime Jiménez Villavicencio | Exdiputado                                                                |
| Eduardo Lagos Herrera       | Exdiputado                                                                |
| Juan Pablo Letelier         | Exsenador                                                                 |
| Rolf Lüders                 | Economista y exministro de Hacienda y Economía                            |
| Arturo Martínez             | Expresidente de la Central Unitaria de Trabajadores de Chile              |
| Andrés Palma                | Exdiputado                                                                |
| Luis Pareto                 | Exdiputado                                                                |
| Fernando Paulsen            | Periodista                                                                |
| Marco Antonio Pinochet      | Hijo de Augusto Pinochet                                                  |
| Víctor Manuel Rebolledo     | Exdiputado                                                                |
| Abraham Santibáñez          | Periodista                                                                |
| Erich Schnake               | Exdiputado y senador                                                      |
| Roberto Sepúlveda           | Alcalde de Maipú                                                          |
| Patricio Tombolini          | Exdiputado y expresidente del Partido Radical Socialdemócrata             |
| Alejandro Toro Herrera      | Exsenador                                                                 |